# Yibin
Yibin is een stad in de gelijknamige prefectuur in het zuiden van de provincie Sichuan in China, daar waar de rivier Min Jiang uitmondt in de Yangtze. Bij de volkstelling van 2020 had de stad 1.100.737 inwoners, de gehele prefectuur had 4.588.804 inwoners.
De stad is gelegen in een vruchtbaar landbouwgebied, met constante hoge temperatuur en een hoge luchtvochtigheid, waardoor de omgeving vaak in mist is gehuld. Lange tijd geïsoleerd totdat er een treinverbinding kwam tussen Kunming en Chengdu, met Yibin als belangrijkste tussenstation.

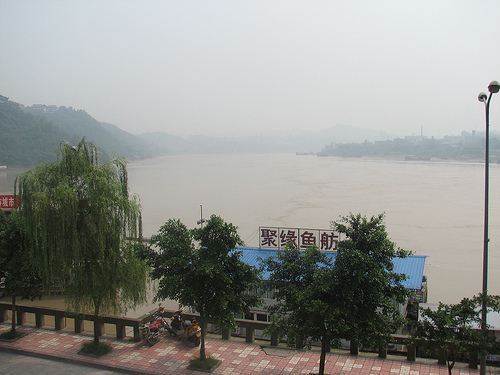
Samenvloeiing van de Min Jiang en de Jinsha Jiang in de Yangtze, tegenwoordig worden beide laatste met de Yangtze aangeduid